# Etiopiens historia
Etiopien var en forntida benämning dels i vidsträckt bemärkelse på södra delen av den då kända jorden (det vill säga Afrika söder om Egypten och Libyska öknen samt sydvästra Asien), dels i inskränkt mening landet söder om Egypten vid övre Nilen mellan Libyska öknen och Röda havet (omfattande Nubien och Abessinien jämte Kurdufan och Darfur). Invånarna kallades etiopier (grekiska: aithiopes, "de av solen brända"), och ur denna redan hos Homeros förekommande benämning har landets namn härletts. Etiopierna omtalades även av Herodotos, Ptolemaios och Plinius den äldre. Etiopiernas land beskrivs av de gamla författarna som hem för en uråldrig civilisation och en plats där gudarna inhämtade visdom. Denna mytologiska beskrivning gäller inte speciellt dagens Etiopien utan Afrika och södra Indien utan åtskillnad.

## Förhistoria
Människor och förmänniskor har bott i nuvarande Etiopien under mycket lång tid, flera miljoner år. Detta vet vi genom att man har hittat några av de äldsta fossilen från människor i just Etiopien. Man har hittat fynd av förmänniskor (hominider) på flera olika ställen i nuvarande Etiopien. Det mest kända fyndet är skelettet Lucy som man hittade i Awashdalen i den nordöstra regionen Afar 1974. I samma område har man även hittat lämningar från människor som man tror kommer från 7000 f.Kr. Lämningarna visade att då bedrev folket i området ett primitivt jordbruk.

## Egyptierna
De egyptiska faraonerna av den 18:e dynastin (omkring 1550–1290 f.Kr.) gjorde sig till herrar över ett land som i senare skrifter på grekiska har kallats Etiopien. Detta har inget att göra med dagens Etiopien utan beskrev Nubien och de nubiska rikena som låg i vad som nu är norra Sudan.
Detta fornetiopiska rikes gamla konungastad Napata torde ha intagits av Amon-hotep II. Under den 21:a dynastin (omkring 1070–945 f.kr.) grundade flyktande Ammonspräster, översteprästen Herhors ättlingar, i Napata en självständig präststat, vars härskare under den 23:e dynastins tid började utvidga sitt välde norrut och med den 25:e dynastin besteg Egyptens tron, där de efter den assyriska överhöghetens tid efterträddes av den saitiska, från år 663 f.Kr. härskande 26:e dynastin. Det etiopiska riket kallades då efter sin nya huvudstad Meroë och bibehöll det i hela sin oavhängighet, då Egypten 525 f.Kr. kom under persiskt välde; dock erhöll Dareios I från etiopierna tribut och hjälptrupper. 
Prästerna i Napata var mestadels de mäktigaste i staten, och endast tidvis lyckades kungarna i Meroë frigöra sig från dem. Kulturförbindelserna med Etiopien blev allt färre, och bildningen förföll.

## Aksum och romarna
Det aksumitiska väldet uppstod på riket Meroës ruiner i vad som nu är norra Etiopien och Eritrea under århundradena före Kristus. Riket kallades efter sin huvudstad Aksum som än idag är en liten stad i norra Etiopien cirka 30 km från den eritreanska gränsen. På 300-talet f.Kr. tycks det ha nått sin glanspunkt då dess territorier sträckte sig från södra Egypten och norra Sudan, omfattande vad som tillhörde Nubien, genom hela Eritrea och norra Etiopien samt Arabia felix från sydvästra Saudiarabien till västra Jemen. 
En etiopisk drottning, av Strabon benämnd Kandake, försökte på Augustus tid (23 f.Kr.) erövra Egypten från romarna, men besegrades, och den romerske härföraren Petronius förstörde därpå (22 f.Kr.) det gamla Napata (i Sudan). Till namnet under romerskt övervälde (till Diokletianus tid) ägde sedan etiopiska riken bestånd såväl i Napata som i Aksum, av vilka det senare var det mest blomstrande.

## Abessinien
Abessiniens gamla sagor erinrar om de livliga förbindelserna med judarna i äldre tider. Tidvis ska dagens Etiopien och delar av Eritrea och Jemen dessutom ha utgjort ett enda rike.  Säkert är, att sabéerna i Jemen mer än en gång sänt sitt överskott av folk över till Abessinien, och sabeiska var Abessiniens skriftspråk, tills Geez med kristendomens införande trängde undan detsamma. Kristendomen infördes efter 330 e. Kr. av Frumentius och Aedesius samt spred sig snart över hela landet. 
Negus negeasti betyder på det etiopiska språket amhariska "konungarnas konung". Det är en etiopisk härskartitel, motsvarande kejsare, tsar eller shah. Titeln innebär emellertid också att kejsaren, enligt det etiopiska nationaleposet Kebra Nagast (Konungarnas ära), ses som ättling till kung Salomo och drottningen av Saba genom deras son Menelik I. Långt ifrån alla etiopiska kejsare har betraktats som ättlingar i rakt nedstigande led till Menelik. Till titeln negus negesti hörde titlarna "Guds utvalde" och "Lejonet av Juda". Den siste regerande negus negesti var Haile Selassie, som störtades 1974.
Abessinien uppnådde sin högsta glans under härskarna ifrån Aksum, landets dåvarande huvudstad, och kunde under 500-talet till och med underlägga sig en del av Jemen, som sedan i sju århundraden styrdes av abessinska vice-kungar. I samma mån som islam inträngde, sjönk likväl deras anseende och makt. Striderna med muslimerna frånryckte landet kuststräckorna Samhara och Adal, förstörde dess krafter och gav anledning till huvudstadens förläggande till Gonder. 
Under 900-talet inträffade åtskilliga stridigheter, under vilka några bekännare av judendomen lyckades bemäktiga sig regeringen, som de bibehöll till 1268. Då infördes katolicismen och gav anledning till stridigheter. Under 1400-talet kom nämligen Abessinien i beröring med Portugal. Detta bragte påven i Rom på den tanken att vinna Abessinien för den katolska kyrkan. Portugiser och jesuiter fick nu under senare hälften av 1500-talet stort välde i landet. 1623 antog kungahuset katolska läran, och landet lades under Rom. Befolkningen och det koptiska prästerskapet höll dock fast vid sin gamla religion, vilket orsakade långvariga inre slitningar, som inte slutade förrän de katolska prästerna blivit utdrivna eller dödade, 1632. 
Efter 1632 inträdde någon ro men folkets och prästernas förfall tilltog alltmer, och efter mitten av 1700-talet inträdde en ohjälplig förvirring. Kungen (på geez-språket negus) förmådde ej göra sig åtlydd av ståthållarna (ras) i landskapen. Abessinien sönderföll därför 1831 i flera smärre stater, av vilka de förnämsta var Tigre, mellan Takazze och Simen-bergen, området Samhara (eller Gondar), väster om Takazze och Simen-bergen, samt Sjoa, söder om Amhara, skilt från Galla-landet genom floden Awash. 
1853 förenade en av småfurstarna i Abessinien, Dedjodji Kasa, efter fleråriga strider hela landet under sitt välde och lät utropa sig till kejsare (negus negesti) under namnet Teodoros. Efter att i början ha sökt stöd hos européerna råkade denne snart i tvist med dem, kvarhöll många, särskilt flera engelsmän, såsom fångar och framkallade slutligen ett krig med England, 1868. Detta fälttåg var huvudsakligen märkligt genom de utomordentliga svårigheter, som naturen lade i vägen, medan folket inte gjorde något till sitt försvar. Teodoros inneslöt sig i bergfästningen Magdala (sydöst om Gondar) och berövade sig själv livet, när fästningen erövrades i april 1868. 
Engelsmännen utrymde därefter landet, lämnande det helt och hållet åt inre förfall och upplösning. Därav begagnade sig genast egyptierna och gallafolken; de förra lade under sig nordöstra delen av Abessinien. Efter engelsmännens uttåg (juni 1868) kämpade de tre mäktigaste furstarna, Kasa, Gobaze och Menelik, om överväldet. Den förstnämnde slog och tillfångatog 1871 Gobaze samt lät i januari 1872 i Aksum kröna sig till kejsare av Abessinien, varvid han antog namnet Johannes. Fastän han länge hade att kämpa med oroligheter inom eget land, utvecklade han ovanlig kraft mot egyptierna och vann såsom kristendomens beskyddare mot islam anseende i hela landet. Egyptierna, som under Munzinger 1872 erövrat landskapen Mensa, Bilen, Marea, med flera (i nuvarande Eritrea), blev 1875 och 1876 slagna, men fred slöts först 1879. Sedan Johannes 1878 tvingat Menelik i Sjoa och 1880 Ras Adal i Godsjam att erkänna hans överherrskap, var alla forna abessinska provinser förenade under hans spira. 
Då efter upplösningen av det egyptiska väldet i Sudan Egypten behövde fri passage genom Abessinien för sina sudanesiska besittningar, fick Abessinien 1884 tillåtelse att besätta Bogos-landen (i nuvarande Eritrea) som sedan 1872 stått under Egyptens välde, och 1887 erövrade Menelik i samförstånd med Johannes de söder om Sjoa belägna landskapen Kaffa, Enarea och Gurage samt Harar vid Adenviken. 
1885 inträdde förvecklingar med italienarna, som sedan 1882 fattat fast fot vid Röda havets västkust. De besatte 1885 Massawa som de tog över från egyptisk kontroll (då en del av Osmanska riket), befäste detsamma och inlade där en besättning av 3 000 man. Abessinska trupper under Ras Alula angrep 1887 italienarna och vann några fördelar, men då italienarna erhållit förstärkningar, måste abessinierna dra sig tillbaka, därtill föranledda av nödvändigheten att försvara sig mot mahdisterna från Sudan. Johannes stupade i en strid mot dem vid Metamme (1889) och fick sitt huvud avhugget av dem (det finns ännu att se på det nationella museet i Sudans huvudstad Khartoum). Den kraftfulle Menelik ryckte till sig regeringen och tilltvang sig erkännande av de övriga furstarna samt kröntes 1890 såsom Menelik II. 
I början hade Menelik II understöd av italienarna och slöt (1889) ett för dem förmånligt gränsfördrag. Men senare ändrades förhållandena, och strider utbröt (1895), vilka slutade med att Menelik den 1 mars 1896 tillfogade italienarna ett förkrossande nederlag vid Adwa. Italien tvangs därigenom till fördraget i Addis Abeba, varigenom det erkände Abessiniens fullständiga oberoende och det italienska området inskränktes till en smal kustremsa. Gränsen mot den italienska kolonin reglerades 1900. En följd av kriget blev att Menelik alltmer närmade sig fransmännen och sökte leda sitt lands utrikeshandel över det angränsande franska Somali-landet (Somalia) genom den i slutet av 1902 öppnade järnvägen Djibouti-Harar. Med England slöts i maj 1902 en traktat, varigenom gränsen mot Sudan fastställdes. Därjämte tillförsäkrade sig England Bahr-al-Azraqs (Blå Nilen) och Sawbats vattentillgångar, för att trygga de stora bevattningsplanerna i Sudan och Egypten, samt rätt att anlägga järnväg över abessinskt område.
År 1930 blev Ras Tafari Makonnen kejsare under namnet Haile Selassie. Fem år senare blev Etiopien anfallet av Mussolinis Italien, och Addis Abeba intogs efter ett halvårs strider 1936 i Abessinienkriget. Etiopien var ockuperat av det fascistiska Italien fram till 1941. Haile Selassie hade då flytt utomlands. Under den italienska ockupationen förenades alla Italiens besittningar på Afrikas horn till ett, kallat Italienska Östafrika vilket omfattade Eritrea, Etiopien och Italienska Somalia. Större delen av Etiopiens infrastruktur byggdes under denna tid. År 1940 besegrades italienarna av Storbritannien med stöd av etiopiska trupper. Haile Selassie återinstallerades som kejsare av Etiopien.
Efter italienarnas utdrivning styrdes Etiopien åter som en monarki under kejsar Haile Selassie I medan Italienska Somalia och Brittiska Somaliland enades eventuellt till att bli Republiken Somalia och utropade självständighet. Friktioner uppstod omedelbart med Etiopien gällande det stora området i Etiopien Ogaden som befolkades i huvudsak av somalier och som Somalia ansåg tillhöra dem och detta ledde till två kortvariga krig mellan Etiopien och Somalia under 1970-talet som båda förlorades av Somalia. Men invånarna i Ogaden fortsatte att bedriva en befrielsekamp för sitt självbestämmande, likaså andra folk och områden som erövrats av Abessinien under 1800-talet som exempelvis oromofolket (Etiopiens största folkgrupp, tidigare kallat galla).
Eritrea fortsatte som brittiskt protektorat fram till 1952 då FN beslutade att det skulle federeras till Etiopien som autonom enhet. Denna autonomi var inte populär hos den etiopiske kejsaren och hans hov varför Eritreas friheter avskaffades gradvis fram till 1961 då kejsaren utropade att Eritreas parlament var upplöst, regeringen avskaffad och att landet hädanefter skulle endast vara ytterligare en etiopisk provins. Inbördeskrig utbröt som varade i 30 år fram till Eritreas självständighet från Etiopien 1991 (erkänt internationellt 1993 efter en folkomröstning).

## Moderna Etiopien
Den globala oljekrisen under början av 1970-talet slog hårt mot Etiopien, dessutom avslöjades det att myndigheterna mörkat att cirka 200 000 etiopier dött av svält mellan åren 1972 och 1974.
1974 utbröt bondeuppror, strejker och myteri inom militären. Regeringen tvingades avgå och kejsaren Haile Selassie störtades i en kommunistisk militärkupp 1974. En militärjunta under beteckningen "provisoriska militära administrationsrådet, mer känd som Derg, tog över makten. 1977 blev överstelöjtnant Mengistu Haile Mariam ny  ordförande i juntan och etablerade en socialistisk stat från 1987. Mengistu behöll makten tills regimen störtades 1991 efter ett 17 år långt inbördeskrig av en koalition av rebellstyrkor, Etiopiska folkets revolutionära demokratiska front (EPRDF). Mengistu fann en fristad i Robert Mugabes Zimbabwe där han fortfarande lever. Eritrea blev självständigt 1993 efter ett långt krig. 
Efter att kommunistregimen störtades 1991 tog en övergångsregering ledd av EPRDF tog makten. En ny konstitution antogs 1994 som gjorde Etiopien till en federal republik bestående av autonoma etniska republiker och landets första så kallade flerpartival hölls 1995. Tom 2018 styrdes landet av en väststödd koalition av rebellrörelser som drev inbördeskriget. Det hölls tre val i landet under EPRDF 1991 – 1995, 2000 och 2005 – men inga anses ha varit fria av utländska observatörer från bland annat EU, utan har tvärtom präglats av en ökande våldsamheter runtom i landet och grova kränkningar av mänskliga fri- och rättigheter utförda av staten. Landet har således styrts av samma parti (EPRDF)  sedan 1991 och samma ledare (Meles Zenawi) sedan 1991 till 2012.
Etniska konflikter präglar landets politik sedan 1991, då landet delades upp till en federation av etniska republiker men där en minoritet (TPLF) från Tigrayprovinsen i norr ansågs dominera landet och gynnade sin provins på de andras bekostnad, bl.a. genom en korrumperad bostadspolitik, generösa bidrag till innevånare i Tigray, utnämningar politiskt och militärt och därigenom säkerställa kontrollen över landet. 
Ett två år långt krig över gränsen, Eritreansk-etiopiska kriget, mot Eritrea mellan maj 1998 och maj 2000 avslutades med ett fredsavtal den 12 december 2000. Tvisten började över byn Badmes tillhörighet. Gränsdragningen mellan länderna fastslogs av Internationella domstolen i Haag den 13 april 2002 och accepterades endast av Eritrea. Etiopiens regering vägrade bland annat att byn Badme skulle tillhöra Eritrea och att Etiopien skulle tvingas betala ett omfattande skadestånd till Eritrea för den förödelse som orsakats av den korvariga etiopiska ockupationen av omfattande eritreanskt territorium. Det råder således fortfarande en konflikt mellan länderna och FN-trupper är placerade för att bevaka gränsen.
År 2005 hölls det tredje så kallade flerpartivalet. Regimen bedriver dock censur och har fängslat oppositionsledare. Efter valet hölls en fredlig demonstration i huvudstaden Addis Abeba med över en miljon deltagare som ville ge uttryck för sin kritik mot den sittande regimen, men då utlyste premiärministern undantagstillstånd. Sedan dess har hundratals etiopier omkommit i kampen för demokrati. Många utländska biståndsgivare har kritiserat kränkningarna av mänskliga rättigheter, och tvekar inför att ge fortsatt bistånd till Meles regering. 
Under sommaren 2006 hade läget skärpts i grannlandet Somalia, dit Etiopien skickat flera tusen trupper. Etiopien ställer upp som en trogen vapendragare till USA när det gäller kampen mot terrorism, vilket har lett till att amerikanarna fortsätter att stödja Addis Abeba, trots att regimen under senare tid blivit allt mer odemokratisk.
Premiärminister Meles Zenawi dog i augusti 2012. Han hade styrt sedan 1991, de sista tio åren allt mer enväldigt.
I tre decennier dominerades etiopisk politik av den forna EPRDF-alliansen, som ofta kontrollerade landet med hård hand. När oromoern Abiy Ahmed Ali tillträdde som premiärminister våren 2018 efter omfattande protester som tvingade bort den TPLF-dominerade regeringen, inleddes ett politiskt töväder och fredsprocessen med Eritrea återupptogs. Sedan dess har inre splittring och våldsutbrott i flera delar av landet satt käppar i hjulet för reformpolitiken.
Sommaren 2018 inledde Etiopien och Eritrea direkta överläggningar för att nå ett fredsavtal. Detta sågs allmänt som ett avslutande på den över två decennier långa konflikten länderna emellan.
År 2019 fick Etiopiens premiärminister Abiy Ahmed Nobels fredspris för sina insatser att uppnå fred mellan Etiopien och Eritrea.
Då premiärminister Abiy sedan 2018 driver en politik för ett enande av Etiopien har det resulterat i konflikter med vissa separatistiska rörelser, framför allt TPLF som tidigare dominerade regeringen. Bland annat förbereddes val i hela landet där en tidigare oppositionell politiker utsågs till att leda valkommitén. Mängder av oppositionella politiker i landsflykt och den tidigare ortodoxa ärkebiskopen som levt i USA inbjöds att återvända. Tanken på öppna demokratiska val och ett mer enat Etiopien skrämde bl.a. TPLF:s ledarskap som delvis återgått till att dominera politiken i Tigray, varför de motsatte sig öppna val.